# Lixophaga plumbea
Lixophaga plumbea là một loài ruồi trong họ Tachinidae.